# Hornův mlýn na koření
Hornův vodní mlýn na koření stojí na levém břehu Chřibské Kamenice v Dolní Chřibské, která je částí města Chřibská v okrese Děčín v Ústeckém kraji. Bývalý mlýn spolu s původním vnitřním vybavením je zapsán v ústředním seznamu kulturních památek České republiky pod číslem 30558/5-5030.

## Historie
První zmínka o mlýnu v místě dnešního objektu čp. 35 v Dolní Chřibské pochází z roku 1713. V tereziánském katastru byl v této lokalitě uváděn mlýn se dvěma pilami. V roce 1787 bylo zmiňováno patrové stavení se sklepem a stodolou.

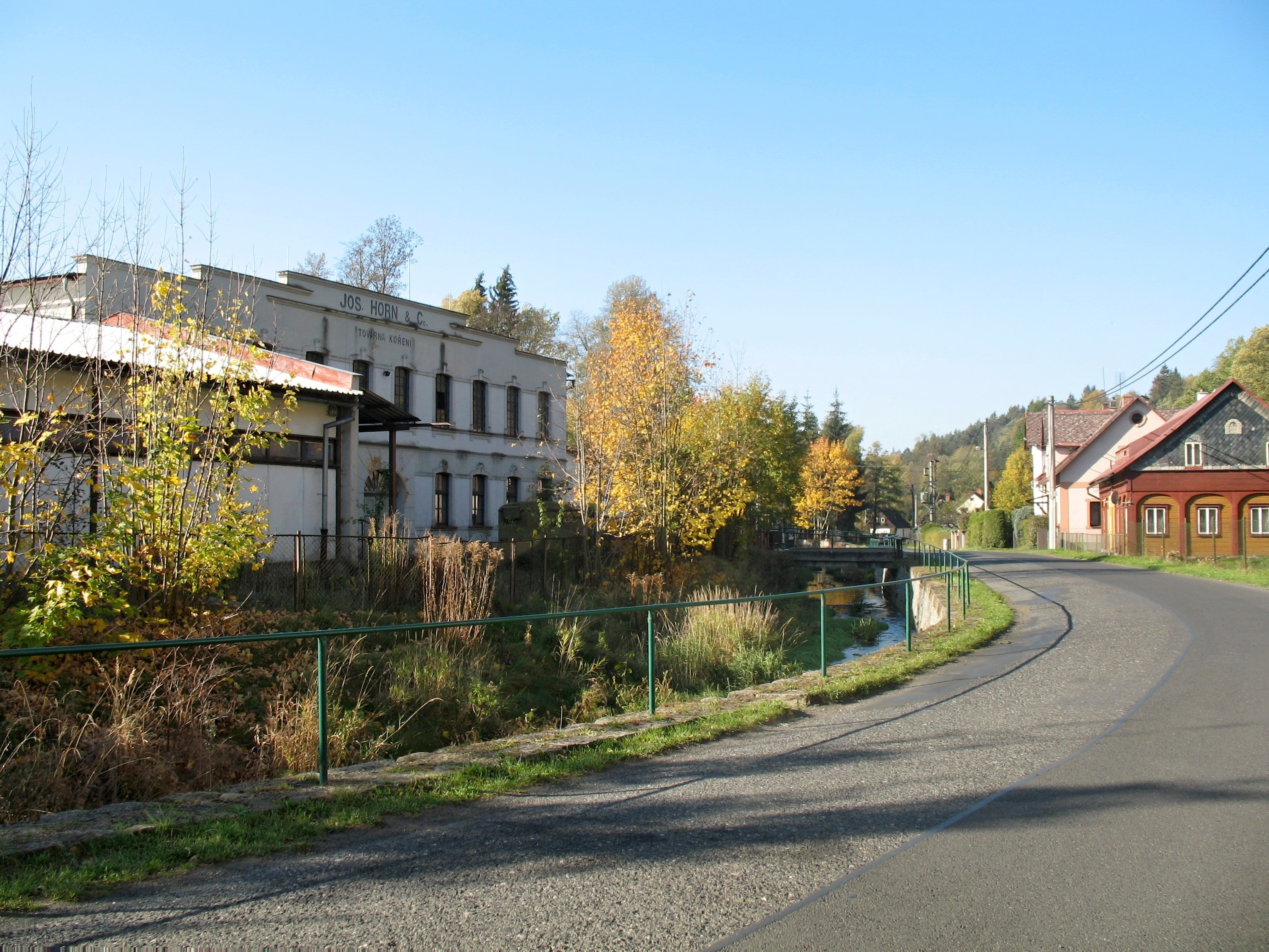
Památky v Dolní Chřibské - vlevo Hornův mlýn, vpravo jeden z podstávkových domů

V roce 1884 zde na levém břehu řeky vybudoval podnikatel Josef Horn se svým společníkem vodní mlýn na koření. V mlýně byly zpracovávaný různé druhy koření, především pepř a vanilka, ale i řada dalších, jako je kmín, fenykl, skořice či zázvor. Koření bylo z Chřibské vyváženo do celého Rakousko-Uherska.
V roce 1907 byla postavena nová patrová budova, v níž byly sklady, byt a kancelář. V roce 1942 koupila firma "Josef Horn & Co., Mlýn na koření a obilní mlýn, dovoz koření a čaje" z Dolní Chřibské nedalekou Hübelovu továrnu v lokalitě Na Potocích, kde si zřídila další sklady pro svou produkci.
Po skončení druhé světové války byl majitel mlýna odsunut do Německa a mlýn byl zahrnut do podniku Balírny obchodu, který počátkem 90. let 20. století zanikl. Teprve v roce 1961 byl pohon mlýnského zařízení přestavěn z vodního na elektrický.
Koření se v Chřibské mlelo až do roku 1980, později areál ještě sloužil jako balírna koření.

## Popis objektu
Bývalý mlýn je považován zejména kvůli zachovanému vnitřnímu vybavení za významnou technickou památku. Památkově chráněný areál se skládá ze tří budov. Centrální stavbou je obdélná jednopatrová budova, z jedné strany zastavěná novější přístavbou. Vnitřní prostory jsou rozděleny na jednotlivé dílny a strojovnu, v níž bylo původní zařízení na vodní pohon nahrazeno elektromotory. Průmyslové zařízení, které se dochovalo, je převážně zkonstruováno ze dřeva s kovovými doplňky. Součástí vybavení jsou dřevěné násypné trychtýře a dřevěné vkládací skříně.

## Dostupnost
Areál bývalého mlýna je nepřístupný a je v soukromém vlastnictví. V roce 2018 i 2019 byl Hornův mlýn nabízen ke koupi prostřednictvím realitní kanceláře jako "Industriální objekt Chřibská, okres Děčín ". V nabídce byl objekt prezentován jako vhodný k přestavbě na alternativní, tzv. loftové bydlení, případně k jinému, např. kulturnímu využití, prodejce však nezmiňoval, že stavba i její vnitřní vybavení jsou předmětem památkové ochrany.